# Ropalodontus sassaparillae
Ropalodontus sassaparillae is een keversoort uit de familie houtzwamkevers (Ciidae). De wetenschappelijke naam van de soort werd in 1852 gepubliceerd door Victor Ivanovitsch Motschulsky.